# Ammothea insularis
Ammothea insularis is een zeespin uit de familie Ammotheidae. De soort behoort tot het geslacht Ammothea. Ammothea insularis werd in 1992 voor het eerst wetenschappelijk beschreven door Child. 